# Langley Frank Willard Smith
Langley Frank Willard Smith, kanadski letalski častnik, vojaški pilot in letalski as, * 15. avgust 1897, Philipsburg, Quebec, † 12. junij 1917, Bruges-Ghent, Belgija (KIA).
Flight Sub Lieutenant Smith je v svoji vojaški službi dosegel 8 zračnih zmag.

## Življenjepis
Med prvo svetovno vojno je bil pripadnik Kraljeve pomorske zračne službe.

## Odlikovanja
- Distinguished Service Cross (DSC)
- Commander of the Grand Cross of the Order of the Crown
- Croix de Guerre (Belgija)